# Kazimierz Koszutski
Kazimierz Maria Koszutski (ur. 17 listopada 1922 we Lwowie, zm. 11 marca 1996) – polski poeta, prozaik, autor audycji radiowych, tłumacz języków niemieckiego, czeskiego i ukraińskiego.
Studiował filologię polską na Uniwersytecie Wrocławskim. Debiutował jako poeta w 1938 r. na łamach dwutygodnika „Pokolenie” (Lwów). W 1943 r. był więziony przez gestapo. Od 1947 r. mieszkał we Wrocławiu. W latach 1946–1948 był członkiem PPS, od 1948 roku należał do PZPR. W latach 1952–1971 był redaktorem Polskiego Radia. W latach 1972–1979 pełnił funkcję redaktora czasopisma „Wiadomości”. W latach 1978–1980 był kierownikiem literackim Teatru Dramatycznego w Legnicy. Otrzymał Złoty Krzyż Zasługi i nagrodę literacką miasta Wrocławia w 1964 roku.

## Twórczość
- Trudny horyzont (poezje)
- Spotkanie o zmierzchu (opowiadania)
- Ostatnia ziemia (poezje)
- Szeptem (poezje)
- Dorzecza dosłowności (poezje)
- Nie wierzcie tulipanom (opowiadania)
- W miasteczku za trzy grosze (opowiadania)
- Uprawianie pamięci (poezje)
- Świadectwo tożsamości (poezje)
- Imiona bezsenności (opowiadania)